# 광명시 을 (1996년 선거구)
광명시 을은 대한민국의 옛 국회의원 선거구이다. 당시 경기도 광명시 일부 지역을 관할했다.

## 역사
대한민국 제15대 국회의원 선거를 앞두고 광명시 선거구가 광명시 갑, 광명시 을 선거구로 분구되면서 신설되었다. 
대한민국 제16대 국회의원 선거를 앞두고 광명시 갑, 광명시 을 선거구가 광명시 선거구로 통합되면서 폐지되었다.

## 역대 국회의원
| 선거   | 정당 | 정당           | 의원   |
| ------ | ---- | -------------- | ------ |
| 1996년 |      | 신한국당       | 손학규 |
| 1998년 |      | 새정치국민회의 | 조세형 |

## 역대 선거 결과

### 대한민국 제15대 국회의원 선거
|  | 42.65% |

|  | 28.48% |

|  | 21.71% |

|  | 7.15% |

### 1998년 대한민국 재보궐선거
|  | 51.14% |

|  | 48.85% |

## 같이 보기
- 관련 항목 : 광명시의 국회의원
- 관련 선거구 : 광명시 을 (2004년에 분리 설치)